# Dorndiel
Dorndiel is een plaats in de Duitse gemeente Groß-Umstadt, deelstaat Hessen, en telt 520 inwoners.